# 노혜경
노혜경(盧惠京, 1958년 9월 9일~)은 대한민국의 시인이다. 본관은 광주이며, 부산광역시 출신이다.

## 학력
- ~ 1977년:중앙여자고등학교
- ~ 1981년:부산대학교 대학원 국어국문학 박사과정 수료
- ~ 2013년:북한대학원대학교 북한학 박사

## 경력
- 1991년 : 현대시사상 등단
- 2001년 : 아웃사이더 감사, 편집위원
- 2003년 : 열린우리당 중앙위원
- 2004년 8월 ~ 2005년 7월 : 대통령비서실 홍보수석실 국정홍보비서관
- 2005년 10월 : 노무현을 사랑하는 모임 대표

## 역대 선거 결과
| 실시년도 | 선거   | 대수 | 직책     | 선거구      | 정당       | 득표수   | 득표율          | 순위 | 당락 | 비고 |
| -------- | ------ | ---- | -------- | ----------- | ---------- | -------- | --------------- | ---- | ---- | ---- |
| 2004년   | 총선   | 17대 | 국회의원 | 부산 연제구 | 열린우리당 | 40,157표 | \| \| 37.28% \| | 2위  | 낙선 |      |
|          | 37.28% |      |          |             |            |          |                 |      |      |      |